# HD184020
HD184020 — хімічно пекулярна зоря спектрального класу
A0 й має видиму зоряну величину в смузі V приблизно  8,1.

## Пекулярний хімічний склад
Зоряна атмосфера HD184020 має підвищений вміст 
Cr
.